# Liste des émissions de télévision québécoises
Ceci est une liste non exhaustive des émissions de télévision québécoises.

## Radio-Canada

### Talk Shows/Magazines culturels/Variétés
- Ti-Mé Show
- Tout le monde en parle (2003-en cours)
- En direct de l'univers (2008-en cours)
- Prière de ne pas envoyer de fleurs
- 3600 secondes d'extase
- Pénélope McQuade
- Votre beau programme (2017)
- 1res fois
- Les Échangistes (2016-2018)
- Les Enfants de la télé
- Rétroviseur
- ICI on chante
- Indice UV (2017)
- Info sexe et mensonge (2016)
- Le beau dimanche (2017-2018)
- Les poilus (2018)
- Les dieux de la danse
- Ouvrez les guillemets
- Virtuose
- Le choc des générations
- Les Dragons
- On va se le dire
- Infoman

### Comédie
- Et Dieu créa… Laflaque
- La Galère (série télévisée)
- La Petite Vie

### Quiz/Jeux télévisés
- La Fureur (1997-2007)
- Génies en herbe
- L'union fait la force
- Pyramide
- Whizz
- Le moment de vérité (2007-2011)
- Des squelettes dans le placard
- Au suivant (2017-en cours)
- Silence, on joue (2015- en cours)

### Bulletins d'information/Émissions d'information
- Le Téléjournal
- Le Téléjournal Grand Montréal 18 h
- Le Journal RDI
- Le Point
- Enjeux
- Zone Libre
- La Facture
- La Semaine verte
- L'Épicerie
- Découverte
- Une heure sur terre
- Entrée principale
- 100% local
- Enquête
- Esprit critique

### Cuisine
- Ricardo
- Les Chefs !
- Les quatre coins de l'assiette
- Des kiwis et des hommes
- La cuisine de Ricardo et d'Isabelle

### Sport
- Le football Universitaire

## TVA

### Jeux
- Occupation double
- Le Banquier
- La classe de 5e
- La Poule aux œufs d'or (1993–en cours)
- Fort Boyard (1993 à 2001, 2014-2015)
- Le Tricheur (2012–en cours)
- Faites-moi confiance (2013–2014)
- Face au mur (2017)
- Piment fort

- Le Cercle
- Sortez-moi d'ici

### Télé-achat
- Shopping TVA (1996–2013)

### Talk Shows/Magazines culturels/Variétés
- La Voix (2013-en cours)
- La Voix junior (2016-2017)
- La vraie nature (2017-2022)
- Tout le monde aime (2018)
- Bien
- Sucré salé (2001-en cours)
- Accès illimité
- Conversation secrète
- Deux filles le matin
- Lâchés lousses
- Ça finit bien la semaine
- Révolution (2018-en cours)
- Star Académie

### Bulletins d'information/Émissions d'information
- Salut bonjour
- Salut Bonjour Week-end
- TVA Nouvelles
- Denis Lévesque
- J.E.
- Le Québec matin
- Mario Dumont

### Séries jeunesse
- Capitaine Bonhomme (1962)
- Le Zoo du Capitaine Bonhomme (1963–1968)
- La Cabane à Midas (1967–1970)
- Le Capitaine (1968–1969)
- Chez le prof. Pierre (1970–1972)
- Le Cirque du Capitaine (1970–1973)
- Patofville (1973–1976)
- Patof raconte (1975–1976)
- Patof voyage (1976–1977)
- Pour tout l'monde (1976–1977)
- Monsieur Tranquille (1977–1978)

### Comédie
- LOL :)
- Les gags
- Les gags full ado

## Télé-Québec
- Belle et Bum
- Kilomètre zéro (émission)
- Le Rebut Global
- Les Francs-tireurs

### Cuisine
- À la di Stasio
- Curieux Bégin

### Information
- Le Code Chastenay
- Méchant contraste
- 180 jours

### Téléroman
- Jean Duceppe (2002)
- Chartrand et Simonne (2003)
- Pure laine (2006-2007)
- Chabotte et fille (2009-???)
- Les Bobos (2012-2013)

### Émissions jeunesse
- Passe-Partout
- Ramdam (2001-2008)
- Tactik
- Dis-moi tout
- Cornemuse
- Macaroni tout garni
- Kaboum
- Pin-Pon
- Les Argonautes (2013-2016)
- Salmigondis (2015-en cours)
- Alix et les Merveilleux
- Le Monde selon

## V

### Émissions matinales
- Aubaines & cie
- Trucs & cie

### Jeux quiz
- Atomes crochus
- La Guerre des clans
- Taxi Payant
- Je suis chef ! (2018)

### Émissions culinaires
- Ça va brasser !
- Ma mère cuisine mieux que la tienne
- Un souper presque parfait
- Espace Apollo (2016)
- Masterchef junior

### Émissions d'humour
- Les Détestables (sketches)
- Rire et délire
- Les Recettes pompettes
- ComediHa! Comédie Club
- Ça décolle (automne 2016)

### Émissions de variétés
- En mode Salvail
- Lip sync battle : face à face
- Le Show de Rousseau (2018-en cours)

### Émissions d'information ou d'affaires publiques
- Les Infos
- L'Arbitre
- SQ
- 911

### Émissions automobiles
- RPM
- RPM +

### Émissions de séduction
- L'amour est dans le pré (2012-en cours)
- Coup de foudre (2016-2017)
- Occupation double (2017-en cours)

## Canal Vie

### Rénovations/Maison
- Tous pour un chalet (2016-en cours)
- Design VIP
- Party VIP (2017)
- Proprio en otage

## VRAK
- Arrange-toi avec ça
- Ça plane pour moi!
- Dans une galaxie près de chez vous
- Fan club
- Fée Éric
- Il était une fois dans le trouble
- Jérémie
- La Cache
- Le Chalet
- Le Steph show
- Le Studio
- L'Appart du 5e
- Méchant changement
- Qui mène le bal?
- Réal-IT
- R-Force
- Stan et ses stars
- Une grenade avec ça?
- VRAK la vie

## Canal Famille
- Alphabus
- Anne la Banane
- Arthur le dragon
- A.Z.
- Belphégor
- Bibi et Geneviève
- Chat Boume
- Dans une galaxie près de chez vous
- Les Débrouillards
- Enfanforme
- Flanelle et Majuscule
- Fripe et Pouille
- Génération W
- Gymtonik
- L'Îlot de Lili
- Les Intrépides
- Jeff en bref
- Lapoisse et Jobard
- Mémoire vive
- Mon amie Maya
- Opération Caméléon
- Pin-Pon
- La Princesse astronaute
- Radio Enfer
- Shlak
- Sur la piste
- Le Studio
- Sur la rue Tabaga
- Télé-Pirate
- Une faim de loup
- Les Zigotos
- Zone de Turbulence

## RDS
- Québec Quilles
- Défi Ultime Genacol
- Martin Horik : Octane
- Trajectoires

## Zeste
→ Cuisine
- 1 ingrédient, 3 façons
- BBQ non-stop avec Hugo Girard
- Bizarre appétit
- Hugo Express
- Leçons de pâtisseries avec Anna Olson
- Chef à la rescousse
- Chef intrépide
- Coups de food
- Félipe le pimp de la saucisse
- L'effet Vézina
- L'atelier BBQ avec le maître du grill
- Le cuisinier rebelle
- Les incontournables du BBQ avec le maître du grill
- Max l'affamé vous reçoit
- Resto mundo

## Évasion
→ Voyage
- À vos risques et périles
- Azimut
- Avec ou sans cash
- Un québécois à Paris
- Hotel impossible
- Coup de food (3 saisons)
- 99 envies d'évasion
- Soleil tout inclus
- Mordu de pêche

## Unis TV5

### Émissions d'humour
- Le sens du punch

### Émissions variété musicale
- Mix sonore

### Jeux quiz
- Ça fait la job

### Séries jeunesse
- Comme dans l'espace

### Technologie
- Sexe + techno

### Télé-réalité
- Cœur de trucker